# Anders Björner
Anders Björner (né le 17 décembre 1947) est un mathématicien suédois. Il est professeur de mathématiques à l'Institut royal de technologie à Stockholm. Björner est connu pour ses recherches dans le domaine de la combinatoire, ainsi que de l'algèbre, de la géométrie, de la topologie, et de l'informatique.

## Biographie
Anders Björner fait ses études à l'Université de Stockholm. Il est reconnu comme expert en combinatoire algébrique et en combinatoire topologique.
Depuis 2010, il est directeur de l'Institut Mittag-Leffler et directeur de publication de Acta Mathematica.
Anders Björner reçoit en 1983 le Prix George Pólya, et est membre de l'Académie royale des sciences de Suède depuis 1999.

## Ouvrages
- Oriented Matroids (avec Michel Las Vergnas, Bernd Sturmfels, N. White and Günter M. Ziegler), Cambridge University Press, 1993. Second Edition 1999, 560 pages.  (ISBN 0-521-77750-X)
- Combinatorics of Coxeter Groups (avec F. Brenti), Graduate Texts in Mathematics, Vol. 231, Springer-Verlag, New York, 2005, 367 pages.  (ISBN 3-540-44238-3)
- Chapitre "Topological Methods" in Handbook of Combinatorics, (eds. Ronald L. Graham, M. Grötschel et László Lovász), North-Holland, Amsterdam, 1995, pp. 1819–1872.
- Anders Björner et Günter M. Ziegler, Matroid Applications, vol. 40, Cambridge, Cambridge University Press, 1992, 284–357 p. (ISBN 0-521-38165-7, DOI 10.1017/CBO9780511662041.009, MR 1165537, zbMATH 0772.05026), « 8. Introduction to greedoids »